# Nicolai Kardașev
Nicolai Semionovici Kardașev (rusă: Никола́й Семёнович Кардашeв; n. 25 aprilie 1932, Moscova, RSFS Rusă, URSS – d. 3 august 2019, Moscova, Rusia) a fost un astrofizician rus (fost sovietic) și director adjunct al Institutului Rus de Cercetări Spațiale (uneori tradus ca Institutul de Cercetări Cosmice) al Academiei Ruse de Științe din Moscova, director al centrului astrospațial rus din cadrul Institutului de Fizică al Academiei de științe din Rusia (din anul 1990), laureat al Premiului de Stat din URSS (1980, 1988). 

## Biografie și creație științifică
Kardașev a absolvit Universitatea din Moscova în anul 1955, urmând cursurile Institutului Astronomic Sternberg. L-a avut ca profesor pe Iosif Șklovski (Ио́сиф Шкло́вский) și a luat doctoratul în 1962.
În anii 1964, până la descoperirea lor, a prezis existența pulsarilor. În același an a emis ipoteza, în baza studiului quasarului CTA-102, că posibil, unele civilizații extraterestre ar fi apărut cu miliarde de ani înaintea civilizației terestre.
În 1963, Kardașev a studiat quasarul CTA-102, acesta fiind primul efort sovietic în căutarea inteligenței extraterestre (SETI). Cu această ocazie, Kardașev a venit cu ideea că unele civilizații galactice ar fi, probabil, cu milioane sau miliarde de ani mai avansate decât noi. În acest sens, a creat scara Kardașev, un sistem de clasificare al unor astfel de civilizații. Aceste eforturi rusești de căutare a inteligenței extraterestre sunt anterioare programelor similare din Statele Unite cu câțiva ani. Alți experți sovietici notabili în acest domeniu au fost Vsevolod Troițchii și Iosif Samuilovici Șklovskii (fostul profesor al lui Kardașev).
Kardașev a devenit membru corespondent (asociat) al Academiei de Științe a URSS, Divizia de Fizică Generală și Astronomie, la 12 decembrie 1976. A devenit membru cu drepturi depline al acestei Academii la 21 martie 1994.
Ulterior Kardașov a devenit împreună cu Vsevolod Troitskii și Iosif Șklovskii expertul principal sovietic în domeniul problemei CETI. A emis ideea unei scări a civilizațiilor extraterestre, în conformitate cu care, stadiul de desvoltare al civilizației este determinat de volumul consumului de energie.
Este autorul proiectului "Radioastron", care a fost lansat la sfărșitul anilor 80 - începutul anilor 90 și care a permis studierea centrului galactic din SgrA (constețația Săgetătorului).